# Вале, Отто
Отто Вале (нем. Otto Wahle; 5 ноября 1879, Вена — 11 августа 1963, Нью-Йорк, Нью-Йорк) — австрийский пловец, трёхкратный призёр летних Олимпийских игр.

## Биография
В 20 лет участвовал в плавательных соревнованиях на летних Олимпийских играх 1900 в Париже. В плавании на 200 м вольным стилем выиграл полуфинал, но не стартовал в финале. В состязании на 1000 м вольным стилем занял второе место, но, показав один из лучших результатов на этой стадии, всё-таки прошёл дальше, и в заключительной гонке занял вторую позицию, получив серебряную медаль. В плавании на 200 м с препятствиями выиграл полуфинал, установив олимпийский рекорд, и в финале вновь занял второе место, став двукратным серебряным призёром Игр.
В 1900 году переехал в Нью-Йорк и вступил в Нью-Йоркский атлетический клуб. Через три года участвовал в летних Олимпийских играх в Сент-Луисе. В гонке на 440 ярдов вольным стилем занял третье место, получив бронзовую медаль. В заплыве на одну милю вольным стилем занял четвёртое место. На дистанции 880 ярдов вольным стилем не смог финишировать в заплыве.
После этого стал тренером американской сборной и сопровождал её на летних Олимпийских играх 1912 в Стокгольме. Его подопечные выиграли две золотые, одну серебряную и одну бронзовую медали.